# Rhododendron rosendahlii
Rhododendron rosendahlii är en ljungväxtart som beskrevs av Herman Otto Sleumer. Rhododendron rosendahlii ingår i släktet rododendron, och familjen ljungväxter. Inga underarter finns listade i Catalogue of Life.